# César pro nejlepšího režiséra
César pro nejlepšího režiséra je jedna z kategorií francouzské filmové ceny César. Kategorie existuje od vzniku ceny v roce 1976.

## Vítězové a nominovaní

### 70. léta
- 1976: Bertrand Tavernier — Ať začne slavnost... (Que la fête commence)
  - François Truffaut — Příběh Adély H. (L'Histoire d'Adèle H.)
  - Robert Enrico — Stará puška (Le Vieux Fusil)
  - Jean-Paul Rappeneau — Divoch (Le Sauvage)

- 1977 : Joseph Losey — Pan Klein (Monsieur Klein)
  - André Téchiné — Barocco (Barocco)
  - Bertrand Tavernier — Soudce a vrah (Le Juge et l'assassin)
  - Claude Miller — Nejlepší způsob chůze (La Meilleure Façon de marcher)

- 1978: Alain Resnais — Prozřetelnost (Providence)
  - Pierre Schoendoerffer — Krab bubeník (Le Crabe-tambour)
  - Luis Buñuel — Ten tajemný předmět touhy (Cet obscur objet du désir)
  - Claude Miller — Řekněte jí, že ji miluji (Dites-lui que je l'aime)

- 1979: Christian de Chalonge — Peníze těch druhých (L'Argent des autres)
  - Ariane Mnouchkinová — Molière (Molière)
  - Claude Sautet — Docela obyčejný příběh (Une histoire simple)
  - Michel Deville — Le Dossier 51 (Le Dossier 51)

### 80. léta
- 1980: Roman Polański — Tess (Tess)
  - Costa-Gavras — Světlo ženy (Clair de femme)
  - Jacques Doillon — La Drôlesse (La Drôlesse)
  - Joseph Losey — Don Giovanni (Don Giovanni)

- 1981: François Truffaut — Poslední metro (Le Dernier Métro)
  - Jean-Luc Godard — Zachraň si, kdo můžeš (život) (Sauve qui peut (la vie)
  - Alain Resnais — Můj strýček z Ameriky (Mon oncle d'Amérique)
  - Claude Sautet — Špatný syn (Un mauvais fils)

- 1982: Jean-Jacques Annaud — Boj o oheň (La Guerre du feu)
  - Claude Miller — Svědek (Garde à vue)
  - Pierre Granier-Deferre — Zvláštní případ (Une étrange affaire)
  - Bertrand Tavernier — Čistka (Coup de torchon)

- 1983: Andrzej Wajda — Danton (Danton)
  - Bob Swaim — Práskač (La Balance)
  - Jean-Luc Godard — Vášeň (Passion)
  - Jacques Demy — Jeden pokoj ve městě (Une chambre en ville)

- 1984: Ettore Scola — Tančírna (Le Bal)
  - François Truffaut — Konečně neděle! (Vivement dimanche !)
  - Maurice Pialat — Našim láskám (À nos amours)
  - Jean Becker — Vražedné léto (L'Été meurtrier)
  - Claude Berri — Ahoj, tajtrlíku! (Tchao Pantin)

- 1985: Claude Zidi — Prohnilí (Les Ripoux)
  - Francesco Rosi — Georges Bizet: Carmen (Carmen)
  - Alain Resnais — Láska až za hrob (L'Amour à mort)
  - Éric Rohmer — Noci v úplňku (Les Nuits de la pleine lune)
  - Bertrand Tavernier — Neděle na venkově (Un dimanche à la campagne)

- 1986: Michel Deville — Péril en la demeure (Péril en la demeure)
  - Claude Miller — L'Effrontée (L'Effrontée)
  - Agnès Varda — Bez střechy a bez zákona (Sans toit ni loi)
  - Luc Besson — Podzemka (Subway)
  - Coline Serreau — Tři muži a nemluvně (Trois hommes et un couffin)

- 1987: Alain Cavalier — Thérèse (Thérèse)
  - Jean-Jacques Beineix — Betty Blue (37°2 le matin)
  - Claude Berri — Jean od Floretty (Jean de Florette)
  - Alain Resnais — Mélo (Mélo)
  - Bertrand Blier — Večerní úbor (Tenue de soirée)

- 1988: Louis Malle — Na shledanou, chlapci (Au revoir les enfants)
  - Jean-Loup Hubert — Velká cesta (Le Grand Chemin)
  - André Téchiné — Les Innocents (Les Innocents)
  - Maurice Pialat — Pod sluncem Satanovým (Sous le soleil de Satan)
  - Patrice Leconte — Tandem (Tandem)

- 1989: Jean-Jacques Annaud — Medvědi (L'Ours)
  - Michel Deville — Předčitatelka (La Lectrice)
  - Claude Miller — Malá zlodějka (La Petite Voleuse)
  - Luc Besson — Magická hlubina (Le Grand bleu)
  - Claude Chabrol — Ženská záležitost (Une Affaire de femmes)

### 90. léta
- 1990: Bertrand Blier — Příliš krásná (Trop belle pour toi)
  - Bertrand Tavernier — Život a nic jiného (La Vie et rien d'autre)
  - Patrice Leconte — Pan Hire (Monsieur Hire)
  - Alain Corneau — Indické nokturno (Nocturne indien)
  - Miloš Forman — Valmont (Valmont)

- 1991: Jean-Paul Rappeneau — Cyrano z Bergeracu (Cyrano de Bergerac)
  - Patrice Leconte — Manžel kadeřnice (Le Mari de la coiffeuse)
  - Jacques Doillon — Malý kriminálník (Le Petit Criminel)
  - Luc Besson — Brutální Nikita (Nikita)
  - Claude Berri — Uranus (Uranus)

- 1992: Alain Corneau — Všechna jitra světa (Tous les matins du monde)
  - André Téchiné — Nelíbám (J'embrasse pas)
  - Jacques Rivette — Krásná hašteřilka (La Belle Noiseuse)
  - Bertrand Blier — Děkuji, živote (Merci la vie)
  - Maurice Pialat — Van Gogh (Van Gogh)

- 1993: Claude Sautet — Srdce v zimě (Un cœur en hiver)
  - Régis Wargnier — Indočína (Indochine)
  - Bertrand Tavernier — L.627 (L.627)
  - Christine Pascal — Le petit prince a dit (Le Petit Prince a dit)
  - Cyril Collard — Noci šelem (Les Nuits fauves)

- 1994: Alain Resnais — Smoking / No Smoking (Smoking / No Smoking)
  - Claude Berri — Germinal (Germinal)
  - Jean-Marie Poiré — Návštěvníci (Les Visiteurs)
  - André Téchiné — Mé oblíbené období (Ma saison préférée)
  - Krzysztof Kieślowski — Tři barvy: Modrá (Trois Couleurs : Bleu)
  - Bertrand Blier — Cukr, káva, limonáda (Un, deux, trois, soleil)

- 1995: André Téchiné — Divoké rákosí (Les Roseaux sauvages)
  - Patrice Chéreau — Královna Margot (La Reine Margot)
  - Nicole Garcia — Nejmilejší syn (Le Fils préféré)
  - Luc Besson — Leon (Léon)
  - Krzysztof Kieślowski — Tři barvy: Červená (Trois Couleurs : Rouge)

- 1996: Claude Sautet — Nelly a pan Arnaud (Nelly et Monsieur Arnaud)
  - Josiane Balasko — Manželství po francouzsku (Gazon maudit)
  - Claude Chabrol — Slavnost (La Cérémonie)
  - Mathieu Kassovitz — Nenávist (La Haine)
  - Etienne Chatiliez — Le bonheur est dans le pré (Le bonheur est dans le pré)
  - Jean-Paul Rappeneau — Husar na střeše (Le Hussard sur le toit)

- 1997:  (dva vítězové)
  - Patrice Leconte — Nevinné krutosti (Ridicule)
  - Bertrand Tavernier — Kapitán Conan (Capitaine Conan)
    - André Téchiné — Děti noci (Les Voleurs)
    - Cédric Klapisch — Rodinný průvan (Un air de famille)
    - Jacques Audiard — Falešný hrdina (Un héros très discret)

- 1998: Luc Besson — Pátý element (Le Cinquième Élément)
  - Alain Corneau — Udavač (Le Cousin)
  - Robert Guédiguian — Marius et Jeannette (Marius et Jeannette)
  - Alain Resnais — Stará známá písnička (On connaît la chanson)
  - Manuel Poirier — Western (Western)

- 1999: Patrice Chéreau — Všichni, kdo mě mají rádi, pojedou vlakem (Ceux qui m'aiment prendront le train)
  - Erick Zonca — Vysněný život andělů (La Vie rêvée des anges)
  - Francis Veber — Blbec k večeři (Le Dîner de cons)
  - Nicole Garcia — Place Vendôme – Svět diamantů (Place Vendôme)
  - Gérard Pirès — Taxi (Taxi)

### 0. léta
- 2000: Tonie Marshall — Venuše, salon krásy (Vénus Beauté (Institut))
  - Régis Wargnier — Východ-Západ (Est-Ouest)
  - Luc Besson — Johanka z Arku (Jeanne d'Arc)
  - Patrice Leconte — Dívka na mostě (La fille sur le pont)
  - Michel Deville — La Maladie de Sachs (La Maladie de Sachs)
  - Jean Becker — Děti z mokřin (Les Enfants du marais)

- 2001: Dominik Moll — Harry to s vámi myslí dobře (Harry, un ami qui vous veut du bien)
  - Agnès Jaoui — Někdo to rád jinak (Le Goût des autres)
  - Jean-Pierre Denis — Les Blessures assassines (Les Blessures assassines)
  - Mathieu Kassovitz — Purpurové řeky (Les Rivières pourpres)
  - Patricia Mazuyová — Saint-Cyr (Saint-Cyr)

- 2002: Jean-Pierre Jeunet — Amélie z Montmartru (Le Fabuleux Destin d'Amélie Poulain)
  - Patrice Chéreau — Intimita (Intimité)
  - François Dupeyron — Důstojnický pokoj (La Chambre des officiers)
  - François Ozon — Pod pískem (Sous le sable)
  - Jacques Audiard — Čti mi ze rtů (Sur mes lèvres)

- 2003: Roman Polański — Pianista (The Pianist)
  - François Ozon — 8 žen (Huit Femmes)
  - Costa-Gavras — Amen. (Amen.)
  - Nicolas Philibert — Être et avoir (Être et avoir)
  - Cédric Klapisch — Erasmus a spol. (L'Auberge espagnole)

- 2004: Denys Arcand — Invaze barbarů (Les Invasions barbares)
  - Lucas Belvaux — Après la vie (Après la vie), Cavale (Cavale) a Un couple épatant (Un couple épatant)
  - Jean-Paul Rappeneau — Šťastnou cestu (Bon Voyage)
  - Claude Miller — La Petite Lili (La Petite Lili)
  - Alain Resnais — Na ústa ne (Pas sur la bouche)

- 2005: Abdellatif Kechiche — Únik (L'Esquive)
  - Olivier Marchal — Válka policajů (36 quai des Orfèvres)
  - Christophe Barratier — Slavíci v kleci (Les Choristes)
  - Arnaud Desplechin — Králové a královna (Rois et Reine)
  - Jean-Pierre Jeunet — Příliš dlouhé zásnuby (Un long dimanche de fiançailles)

- 2006: Jacques Audiard — Tlukot mého srdce se zastavil (De battre mon cœur s'est arrêté)
  - Michael Haneke — Utajený (Caché)
  - Xavier Beauvois — Komisař (Le Petit lieutenant)
  - Jean-Pierre Dardenne a Luc Dardenne — Dítě (L'Enfant)
  - Radu Mihaileanu — Jdi, žij a někým se staň (Va, vis et deviens)

- 2007: Guillaume Canet — Nikomu to neříkej (Ne le dis à personne)
  - Alain Resnais — Zbloudilá srdce (Cœurs)
  - Rachid Bouchareb — Den vítězství (Indigènes)
  - Philippe Lioret — Neboj, jsem v pořádku (Je vais bien, ne t'en fais pas)
  - Pascale Ferran — Lady Chatterleyová (Lady Chatterley)

- 2008: Abdellatif Kechiche — Kuskus (La Graine et le Mulet)
  - Olivier Dahan — Edith Piaf (La Môme)
  - Julian Schnabel — Skafandr a motýl (Le Scaphandre et le Papillon)
  - André Téchiné — Svědci (Les Témoins)
  - Claude Miller — Tajemství (Un secret)

- 2009: Jean-François Richet — Veřejný nepřítel č. 1 (L'Instinct de mort) a Veřejný nepřítel č. 1: Epilog (L'Ennemi public n° 1)
  - Rémi Bezançon — První den zbytku tvýho života (Le Premier Jour du reste de ta vie)
  - Laurent Cantet — Mezi zdmi (Entre les murs)
  - Arnaud Desplechin — Vánoční příběh (Un conte de Noël)
  - Martin Provost — Séraphine (Séraphine)

### 10. léta
- 2010: Jacques Audiard — Prorok (Un prophète)
  - Lucas Belvaux — Unesený (Rapt)
  - Xavier Giannoli — À l'origine (À l'origine)
  - Philippe Lioret — Welcome (Welcome)
  - Radu Mihaileanu — Koncert (Le Concert)

- 2011: Roman Polański — Muž ve stínu (The Ghost Writer)
  - Mathieu Amalric — Turné (Tournée)
  - Olivier Assayas — Carlos (Carlos)
  - Xavier Beauvois — O bozích a lidech (Des hommes et des dieux)
  - Bertrand Blier — Zvonění ledu (Le Bruit des glaçons)

- 2012: Michel Hazanavicius — Umělec (The Artist)
  - Alain Cavalier — Pater (Pater)
  - Valérie Donzelli — Vyhlášení války (La guerre est déclarée)
  - Aki Kaurismäki — Le Havre (Le Havre)
  - Maïwenn — Polisse (Polisse)
  - Pierre Schoeller — Ministr (L'Exercice de l'État)
  - Éric Toledano a Olivier Nakache — Nedotknutelní (Intouchables)

- 2013: Michael Haneke — Láska (Amour)
  - Benoît Jacquot — Sbohem, královno (Les Adieux à la reine)
  - Noémie Lvovsky — Znovu zamilovaná (Camille redouble)
  - François Ozon — U nich doma (Dans la maison)
  - Jacques Audiard — Na dřeň (De rouille et d'os)
  - Leos Carax — Holy Motors (Holy Motors)
  - Stéphane Brizé — Quelques heures de printemps (Quelques heures de printemps)

- 2014: Roman Polański — Venuše v kožichu (La Vénus à la fourrure)
  - Albert Dupontel — 9 Mois ferme (9 Mois ferme)
  - Guillaume Gallienne — Kluci a Guillaume, ke stolu! (Les Garçons et Guillaume, à table !)
  - Alain Guiraudie — Neznámý od jezera (L'Inconnu du lac)
  - Arnaud Desplechin — Jimmy P. (Jimmy P. (Psychothérapie d'un Indien des plaines)
  - Asghar Farhadi — Minulost (Le Passé)
  - Abdellatif Kechiche — Život Adèle (La Vie d'Adèle)

- 2015: Abderrahmane Sissako — Timbuktu (Timbuktu)
  - Olivier Assayas — Sils Maria (Sils Maria)
  - Thomas Lilti — Hippocrate (Hippocrate)
  - Céline Sciamma — Holčičí parta (Bande de filles)
  - Thomas Cailley — Láska na první boj (Les Combattants)
  - Bertrand Bonello — Saint Laurent (Saint Laurent)
  - Robin Campillo — Kluci z východu (Eastern Boys)

- 2016: Arnaud Desplechin — Tři vzpomínky (Trois souvenirs de ma jeunesse)
  - Jacques Audiard — Dheepan (Dheepan)
  - Stéphane Brizé — Zákon trhu (La Loi du marché)
  - Xavier Giannoli — Marguerite (Marguerite)
  - Maïwenn — Můj král (Mon roi)
  - Deniz Gamze Ergüven — Mustang (Mustang)
  - Emmanuelle Bercot — Hlavu vzhůru! (La Tête haute)

- 2017: Xavier Dolan — Je to jen konec světa (Juste la fin du monde)
  - Houda Benyamina — Božské (Divines)
  - Paul Verhoeven — Elle (Elle)
  - François Ozon — Frantz (Frantz)
  - Anne Fontaineová — Agnus dei (Les Innocentes)
  - Bruno Dumont — Líná zátoka (La loute)
  - Nicole Garcia — Kameny bolesti (Mal de pierres)

- 2018: Albert Dupontel — Na shledanou tam nahoře (Au revoir là-haut)
  - Robin Campillo — 120 BPM (120 Battements par minute)
  - Mathieu Amalric — Barbara (Barbara)
  - Julia Ducournau — Raw (Grave)
  - Hubert Charuel — Chovatel (Petit Paysan)
  - Michel Hazanavicius — Obávaný (Le Redoutable)
  - Eric Toledano a Olivier Nakache — Dokud nás svatba nerozdělí (Le sens de la fête)

- 2019: Jacques Audiard — The Sisters Brothers (Les Frères Sisters)
  - Emmanuel Finkiel — Bolest (La Douleur)
  - Pierre Salvadori — Potížista (En liberté !)
  - Gilles Lellouche — Utop se, nebo plav (Le Grand Bain)
  - Alex Lutz — Guy (Guy)
  - Xavier Legrand — Střídavá péče (Jusqu'à la garde)
  - Jeanne Herry — V dobrých rukou (Pupille)

### 20. léta
- 2020: Roman Polański —  Žaluji! (J'Accuse)
  - Nicolas Bedos —  Tenkrát podruhé (La Belle Époque)
  - François Ozon — Chvála Bohu (Grâce à Dieu)
  - Eric Toledano a Olivier Nakache — Výjimeční (Hors normes)
  - Ladj Ly — Bídníci (Les Misérables)
  - Céline Sciamma — Portrét dívky v plamenech (Portrait de la jeune fille en feu)
  - Arnaud Desplechin — Slitování (Roubaix, une lumière)

- 2021: Albert Dupontel —  Sbohem, blbci! (Adieu les cons)
  - Maïwenn —  ADN (ADN)
  - Sébastien Lifshitz — Adolescentes (Adolescentes)
  - Emmanuel Mouret — Milostné historky (Les Choses qu'on dit, les choses qu'on fait)
  - François Ozon — Léto 85 (Été 85)

- 2022: Leos Carax – Annette (Annette)
  - Valérie Lemercier – Hlas lásky (Aline)
  - Cédric Jimenez – Severní Marseilles (BAC Nord)
  - Audrey Diwan – Událost (L'Événement)
  - Xavier Giannoli – Ztracené iluze (Illusions perdues)
  - Arthur Harari – Onoda (Onoda, 10 000 nuits dans la jungle)
  - Julia Ducournau – Titan (Titane)

- 2023: Dominik Moll – Noc 12. (La Nuit du 12)
  - Cédric Klapisch – En corps (En corps)
  - Louis Garrel – Nevinný (L'Innocent)
  - Cédric Jimenez – Novembre (Novembre)
  - Albert Serra – Pacifiction (Pacifiction : Tourment sur les Îles)

- 2024: Justine Triet – Anatomie pádu (Anatomie d'une chute)
  - Catherine Breillat – L'Été dernier (L'Été dernier)
  - Jeanne Herry – Je verrai toujours vos visages (Je verrai toujours vos visages)
  - Cédric Kahn – Případ Goldman (Le Procès Goldman)
  - Thomas Cailley – Říše zvířat (Le Règne animal)

- 2025: Jacques Audiard – Emilia Pérez (Emilia Pérez)
  - Gilles Lellouche – Zběsilá láska (L'Amour ouf)
  - Matthieu Delaporte a Alexandre de La Patellière – Hrabě Monte Christo (Le Comte de Monte-Cristo)
  - Boris Lojkine – Sulejmanův příběh (L'Histoire de Souleymane)
  - Alain Guiraudie – Pro smilování! (Miséricorde)